# 구현서
구현서(1982년 5월 13일 ~ )는 대한민국의 축구 선수이며, 포지션은 센터백이다.